# Bassermann (Familie)

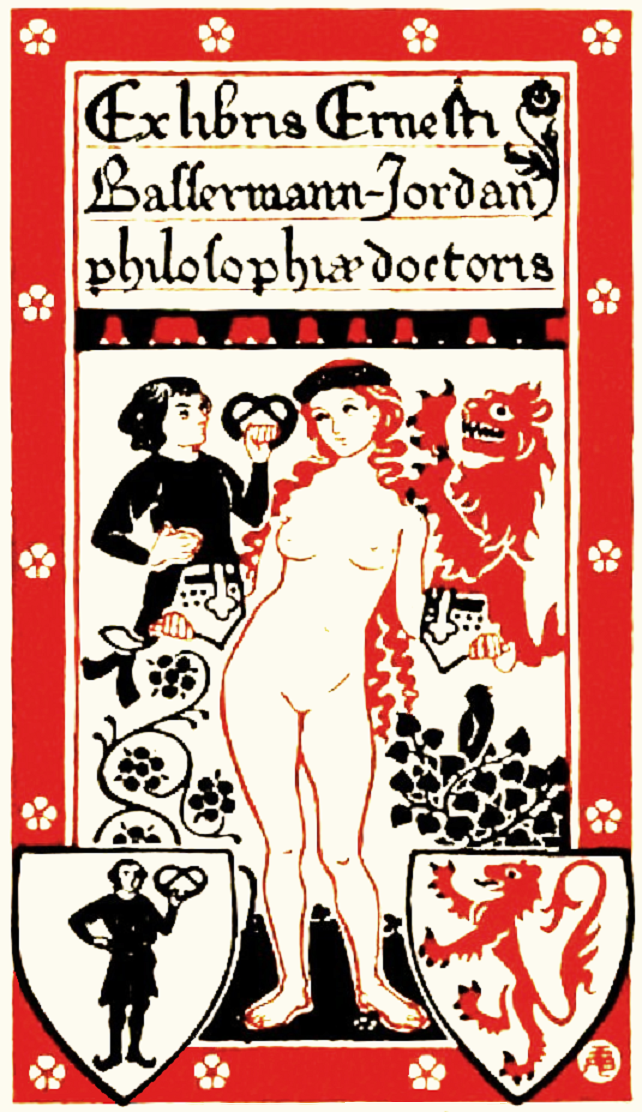
Allianzwappen mit Stammwappen der Familien Bassermann und Jordan; die beiden Helme werden von einer nackten Jungfrau gehalten.

Die Mannheimer Familie Bassermann war eine badisch-pfälzische Kaufmannsfamilie. Im 18. Jahrhundert gelang ihr der wirtschaftliche und gesellschaftliche Aufstieg. Ihre Stammreihe beginnt mit Dietrich Bassermann (1615–1682), Besitzer der Hochmühle in Ostheim in der Wetterau, der in Hanau verstarb, während der Familienname bereits mit frater Johannes Bassermann de Radegishusen (Riddagshausen bei Braunschweig), 1462 an der Universität Leipzig immatrikuliert, urkundlich erscheint.

## Mitglieder
Johann Christoph Bassermann (1709–1762) ehelichte 1736 Sarah Katharina Lang (1699–1754).
Ihre Söhne waren Friedrich Daniel Bassermann (1738–1810) und Johann Wilhelm Bassermann (1744–1811)
Friedrich Ludwig Bassermann (1782–1865) heiratete Wilhelmine Reinhardt (1787–1869), Tochter des Mannheimer Oberbürgermeisters Johann Wilhelm Reinhardt.
Aus dieser Ehe stammen Friedrich Daniel Bassermann (1811–1855) und Julius Heinrich Bassermann (1818–1891)
Weitere Mitglieder der Familie waren:
- Anton Bassermann (1821–1897), Jurist, Präsident des Landgerichts Mannheim und Mitglied der Badischen Ständeversammlung
- August Bassermann (1847–1931), Theaterschauspieler, dann Intendant am Mannheimer Nationaltheater
- Albert Bassermann (1867–1952), Theaterschauspieler, Neffe des August Bassermann[2]
- Ernst Bassermann (1854–1917), Mitglied des Reichstags
- Otto Bassermann (1839–1916), Verleger in München
- Heinrich Bassermann (1849–1909), Theologe

### Linie Bassermann-Jordan
- Emil Bassermann-Jordan (1835–1915), pfälzischer Weingutsbesitzer und Bankier
- Ernst von Bassermann-Jordan (1876–1932), deutscher Kunsthistoriker und Schriftsteller; Begründer der wissenschaftlichen Uhrenforschung in Deutschland
- Friedrich von Bassermann-Jordan (1872–1959), pfälzischer Weingutsbesitzer und Weinbau-Historiker
- Ludwig Bassermann-Jordan (1869–1914), Weingutsbesitzer und Bürgermeister der pfälzischen Kleinstadt Deidesheim

## Wappen
Das Stammwappen des Geschlechts Bassermann zeigt in Silber einen schwarz gekleideten Jüngling, der in der Rechten eine schwarze Brezel emporhält und die Linke in die Hüfte stemmt. Auf dem Helm mit schwarz-silbernen Decken der Jüngling wachsend.
Das Stammwappen des Geschlechts Jordan zeigt im silbernen Schild einen roten Löwen; auf dem Helm mit rot-silbernen Decken der Löwe wachsend.
Die bayerische Erlaubnis zur Namensvereinigung als „Bassermann-Jordan“ erfolgte für den Weingutsbesitzer Emil Bassermann (seit 1864 mit Auguste, der Tochter des Deidesheimer Bürgermeisters und Landrats Ludwig Andreas Jordan († 1. Juli 1883), vermählt) am 17. September 1883 auf Schloss Linderhof.
Die Erhebung in den bayerischen Adelsstand mit Wappenvereinigung als „von Bassermann-Jordan“ erfolgte für die Brüder Dr. jur. Friedrich und Prof. Dr. phil. Ernst am 7. November 1917 in München mit Diplom vom 12. November und Immatrikulation in die Adelsmatrikel des Königreichs Bayern am 28. November 1917.

## Die Familie als Beispiel
Lothar Gall wählte für seine Geschichte des Bürgertums die Familie Bassermann als Beispiel, weil man in ihr viele Elemente findet, die den Aufstieg des Bürgertums im 18. und 19. Jahrhundert begründeten. Die Mitglieder, mit denen der  Aufstieg der Familie begann, zeichneten sich aus durch Initiative und Risikobereitschaft. Als Dietrich Bassermann (1615–1682) 1645 die Hochmühle in Ostheim, in der Wetterau erwarb, war die Mühle durch den Dreißigjährigen Krieg zerstört und die Gegend verwüstet. Nachdem er die Mühle wieder aufgebaut hatte, waren auch die Bauern zurückgekommen und hatten Weizen angebaut. Johann Christoph Bassermann (1709–1762) kaufte 1736 das Gasthaus „Zu den drei Königen“ in Heidelberg von seiner Schwiegermutter mit einem hohen Kredit. Das Gasthaus war als „Erstes Haus am Platze“ auf die Gäste des fürstlichen Hofes angewiesen, als der Hof 1720 nach Mannheim verlegt wurde, blieben zunächst seine meisten Gäste aus. Es gelang  Johann Christoph aber, mit seiner Küche und seinem Weinkeller neue Kundschaft zu finden und er nutzte seine Erfahrung beim Einkauf der Weine für sein Gasthaus, um einen Weinhandel zu gründen. Außerdem beteiligte er sich am Handel mit den Erzeugnissen der neuen Seidenproduktion in der Kurpfalz. Auch sein Sohn Friedrich Daniel (1738–1810), der ihm 1762 nachfolgte, betrieb das Gasthaus weiterhin erfolgreich. Er verlegt sich vom Seidenhandel auf den Tuchhandel, sodass er vom Ende der Seidenproduktion nicht betroffen wurde. Bei seinem Tod hinterließ er ein Vermögen von 150.000 Gulden.  Die nächste Generation wandte sich dem Handel zu. Friedrich Daniels  Sohn Friedrich Ludwig (1782–1865) heiratete Wilhelmine Reinhardt, die Tochter eines Mannheimer Tuch- und Weinhändlers. Auch sein Vetter Johann Ludwig (1781–1828), der Sohn des Bruders von Friedrich Daniel, heiratete in Mannheim die Tochter des Eisenwarenhändlers Johann David Frohn, in dessen Geschäft er eintrat. Beide Vettern hatten eine gute Ausbildung erhalten. Sie besuchten in Mannheim das Winterwerbersche Institut, eine Art Realschule, die auf einen praktischen Beruf vorbereitete. Lehrfächer waren Handel, Manufakturen, Schifffahrt, Buchhaltung u. a. Die Schule war teuer, das Schulgeld betrug 360 Gulden jährlich, ein Gärtner am Fürstenhof verdiente ca. 120 Gulden. Während ihre Väter noch großteils Autodidakten mit einer handwerklichen Ausbildung waren, investierte die bürgerliche Familie jetzt in die Ausbildung ihrer Kinder. Durch ihre beruflichen Tätigkeiten hatten bis zu dieser Generation alle Bassermanns engen Kontakt mit den „einfachen“ Leuten: Ihre Angestellten lebten meist mit ihnen unter einem Dach oder nahmen wenigstens an den Mahlzeiten teil. Die Mitglieder der Familie übernahmen Ehrenämter in ihren Gemeinden, von der Bürgerwehr bis  zum Bürgermeister waren sie in das gesellschaftliche Leben eingebunden.
Mit Friedrich Daniel Bassermann (1811–1855) begann sich dies zu ändern. Er studierte und wurde Abgeordneter in der Ständeversammlung in Baden, wo er eine liberale Politik vertrat. In den Diskussionen um die Zukunft Deutschland ab den 1830er Jahren bis zur 1848er-Revolution vertrat er die Interessen der Bourgeoisie, also die seiner Familie, gegen die Revolutionäre. Die Familie Bassermann war im Besitzbürgertum angekommen.